# Southern Harbour
Southern Harbour is een gemeente (town) in de Canadese provincie Newfoundland en Labrador. De gemeente ligt in het oosten van het eiland Newfoundland.

## Geschiedenis
In 1968 werd het dorp een gemeente met het statuut van local improvement district. Tussen 1971 en 1976 kreeg de gemeente het statuut van town.

## Geografie
Southern Harbour ligt aan de zuidwestelijke oever van de landengte van het schiereiland Avalon, het grote oostelijke schiereiland van Newfoundland. De dorpskern is gesitueerd op een 2,5 km lange landtong die zuidwaarts uitsteekt in Placentia Bay. Langs de zuidzijde van die landtong ligt de natuurlijke haven waaraan de gemeente zijn naam te danken heeft. Het merendeel van het 5,41 km² grote grondgebied bestaat echter uit bebost gebied ten noordoosten van die landtong.
Southern Harbour ligt in vogelvlucht 4 km ten zuiden van Arnold's Cove en 8 km ten noorden van Little Harbour East. De provinciehoofdstad St. John's ligt 95 km verder oostwaarts.
De plaats is bereikbaar via Marine Drive, een aftakking van de Trans-Canada Highway (NL-1).

## Demografie
Demografisch gezien is Southern Harbour, net zoals de meeste kleine dorpen op Newfoundland, aan het krimpen. Tussen 1991 en 2021 daalde de bevolkingsomvang van 716 naar 313. Dat komt neer op een daling van 403 inwoners (-56,3%) in dertig jaar tijd.
| Jaar | Aantal inwoners | Verschil |
| ---- | --------------- | -------- |
| 1991 | 716             | –        |
| 1996 | 635             | -11,3%   |
| 2001 | 591             | -6,9%    |
| 2006 | 474             | -19,8%   |
| 2011 | 460             | -3,0%    |
| 2016 | 395             | -14,1%   |
| 2021 | 313             | -20,8%   |